# Багно (Нижньосілезьке воєводство)
Багно (пол. Bagno, нім. Heinzendorf) — село в Польщі, у гміні Оборники-Шльонські Тшебницького повіту Нижньосілезького воєводства.
Населення — 427 осіб (2011).
У 1975-1998 роках село належало до Вроцлавського воєводства.

## Демографія
Демографічна структура станом на 31 березня 2011 року:
|          | Загалом | Допрацездатний вік | Працездатний вік | Постпрацездатний вік |
| -------- | ------- | ------------------ | ---------------- | -------------------- |
| Чоловіки | 236     | 44                 | 178              | 14                   |
| Жінки    | 191     | 41                 | 116              | 34                   |
| Разом    | 427     | 85                 | 294              | 48                   |